# Djoutngo Modibo
Djoutngo Modibbo (ou Djoutngo) est une localité du Cameroun située dans l'arrondissement de Bogo, le département du Diamaré et la région de l’Extrême-Nord. Elle fait partie du lawanat de Mororo.

## Population
En 1975, la localité comptait 164 habitants, des Peuls.
Lors du recensement de 2005, on y a dénombré 361 personnes.